# Gettjärnet (Mangskogs socken, Värmland)
Gettjärnet är en sjö i Arvika kommun i Värmland och ingår i Göta älvs huvudavrinningsområde. Sjöns area är 0,021 kvadratkilometer och den är belägen 311 meter över havet.